# Тіфенбах (Пассау)
Тіфенбах (нім. Tiefenbach) — громада в Німеччині, знаходиться в землі Баварія. Підпорядковується адміністративному округу Нижня Баварія. Входить до складу району Пассау.
Площа — 49,67 км2. Населення становить 6778 ос. (станом на 31 грудня 2020).